# Johann Ludwig Choulant
Johann Ludwig Choulant (Dresda, 12 novembre 1791 – 18 luglio 1861) è stato un medico tedesco.

## Biografia
Studiò medicina al Collegio Medico-chirurgico di Dresda e all'Università di Lipsia, successivamente nel 1817 fu medico / ostetrico ad Altenburg. Nello stesso anno entrò a far parte della redazione del Medizinischen Realwörterbuch di Johann Friedrich Pierer (1767-1832). Nel 1821 fu medico presso il Königlichen Katholischen Krankenstift di Dresda-Friedrichstadt.
Nel 1822 iniziò a lavorare come docente presso la Königlich Chirurgisch-Medizinische Akademie di Dresda, dove durante l'anno seguente divenne professore di medicina teorica. Nel 1828 divenne professore di medicina pratica e dal 1843 al 1860 fu rettore della stessa Accademia. Dal 1844 prestò servizio come ufficiale medico nel Ministero degli Interni sassone.
Oltre a dedicarsi alla storia letteraria della medicina, Choulant contribuì al Medizinalordnung (codice medico) sassone. Nel 1823 iniziò a collaborare con la rivista Zeitschrift für Natur- und Heilkunde.

## Opere
- Bereicherungen für die Geburtshilfe, für die Physiologie und Pathologie des Weibes und Kindes. con Friedrich Ludwig Meissner (1796-1860), M. Küstner e Karl Friedrich Haase (1788-1865); 1821.[2]
- Tafeln zur Geschichte der Medizin; 1822.
- Lehrbuch der speziellen Pathologie und Therapie des Menschen; 1831.
- Anleitung zur ärztlichen Rezeptierkunst; seconda edizione 1834.
- Anleitung zur ärztlichen Praxi; 1836.
- Handbuch der Bücherkunde für die ältere Medizin; second edition 1841.
- Bibliotheca medico-historica; 1841.
- Geschichte und Bibliographie der anatomischen Abbildung); 1852.
- »Die Anfänge wissenschaftlicher Naturgeschichte und naturhistorischer Abbildung im Abendland; 1857.
- Graphische Inkunabeln für Naturgeschichte und Medizin; 1858.[3]